# 阿蒂加斯省
阿蒂加斯省（西班牙語：Departamento de Artigas）為南美國家烏拉圭十九省之一省。位於烏拉圭最北部的國境，同时与巴西、阿根廷接壤，南部緊接薩爾托省。1884年设省，省名来自首府名称阿蒂加斯。